# 1248年
| 千纪： | 2千纪 |
| 世纪： | 12世纪 \| 13世纪 \| 14世纪                                                                                 |
| 年代： | 1210年代 \| 1220年代 \| 1230年代 \| 1240年代 \| 1250年代 \| 1260年代 \| 1270年代                           |
| 年份： | 1243年 \| 1244年 \| 1245年 \| 1246年 \| 1247年 \| 1248年 \| 1249年 \| 1250年 \| 1251年 \| 1252年 \| 1253年 |
| 纪年： | 戊申年（猴年）；大理道隆十年；蒙古定宗三年；南宋淳祐八年；越南天應政平十七年；日本寳治二年                 |

## 大事记
- 蒙古
  - 貴由親率大軍西征拔都，至橫相乙兒（今新疆青河縣東南）病死，第三皇后欽淑皇后（海迷失后）抱窩闊台的孫子失烈門（闊出之子）臨朝稱制直到1251年。
- 欧洲
  - 法國國王路易九世發動第七次十字軍東征，兵敗被俘。
  - 斐迪南三世從摩爾人手中奪回塞維亞。
  - 8月15日：神聖羅馬帝國的科隆大教堂舉行奠基典禮。
  - 米哈伊爾·雅羅斯拉維奇·霍羅布里特將他的叔叔斯維亞托斯拉夫·弗謝沃洛多維奇大公趕下臺，奪取了弗拉基米爾大公的公位，但同年就在普羅特瓦河畔與立陶宛人的戰鬥中陣亡，其弟安德烈·雅羅斯拉維奇獲得弗拉基米爾。

## 逝世
- 4月 - 第三位大蒙古國皇帝（蒙古帝國大汗）贵由去世，后被追谥为元定宗。
- 米哈伊爾·雅羅斯拉維奇·霍羅布里特，弗拉基米爾大公雅羅斯拉夫二世·弗謝沃洛多維奇之子，亞歷山大·涅夫斯基之弟。